# Емельяненко, Анатолий Дмитриевич
Анатолий Дмитриевич Емельяненко (10 октября 1918, Табунский район, Алтайский край — 11 октября 1988, Ялта, Крымская область) — лейтенант Военно-морского флота СССР, участник Великой Отечественной войны, Герой Советского Союза (1944).

## Биография
Родился 10 октября 1918 года в посёлке Богдановка (ныне — Табунский район Алтайского края). После окончания семи классов школы и Бакинского морского техникума работал помощником капитана танкера «Будённый» Каспийского пароходства. В октябре 1939 года был призван на службу в Военно-морской флот СССР, служил рулевым полуглиссера Килийской группы кораблей Дунайской военной флотилии. С первого дня Великой Отечественной войны — на её фронтах. В боях три раза был ранен. Участвовал в боях на Дунае, обороне Николаева и Очакова, Керченской операции 1941 года, рейсах на Керченский полуостров в 1942 году, битве за Кавказ, Новороссийской и Керченско-Эльтигенской операциях.
С начала 1943 года старшина десантного мотобота № 13 Новороссийской военно-морской базы Черноморского флота старшина 2-й статьи Анатолий Емельяненко занимался доставкой на Малую землю боеприпасов и продуктов, эвакуацией раненых. В ноябре 1943 года во время Керченско-Эльтигенской операции совершил 15 выходов на мотоботе № 6. Когда в ночь с 7 на 8 ноября 1943 года шторм выбросил мотобот на берег, экипаж, в том числе и Анатолий Емельяненко, присоединился к десанту и до 25 ноября сражался с противником на Керченском полуострове.
Указом Президиума Верховного Совета СССР «О присвоении звания Героя Советского Союза офицерскому, старшинскому и рядовому составу Военно-Морского флота» от 22 января 1944 года за «форсирование Керченского пролива, высадку десантных войск и переброску техники на Керченский полуостров и проявленные при этом отвагу и геройство» был удостоен высокого звания Героя Советского Союза с вручением ордена Ленина и медали «Золотая Звезда» за номером 2897.
В сентябре 1944 года окончил морские курсы младших лейтенантов, после чего служил на Тихоокеанском флоте. В августе 1945 года участвовал в советско-японской войне. В 1946 году в звании лейтенанта он был уволен в запас. Проживал и работал в Ялте. Скончался 11 октября 1988 года, похоронен в Ялте, на Старом городском кладбище.
Был также награждён орденами Красного Знамени и Отечественной войны 1-й степени, рядом медалей.
Память
В его честь названа улица в Табунах.